# Kamil Kuczyński
Kamil Kuczyński (nascido em 23 de março de 1985) é um ciclista de pista polonês. Competiu representando seu país, Polônia, nos Jogos Olímpicos de Verão de 2008 e 2012.